# Sinagogas de Ancona
Las dos sinagogas de Ancona, la levantina y la italiana, están ubicadas en un mismo edificio en via Astagno, en el corazón del antiguo gueto, en Ancona, Italia.

## Reseña histórica
La historia judía en Ancona comienza antes del año 1000; de esto no solo es testigo el antiguo gueto del colle Astagno y el histórico Campamento de los judíos, sino también la historia de las seis sinagogas que se han sucedido a lo largo de los siglos, tres de rito levantino y tres de rito italiano. No hay mucha noticia de las primeras, solo sabemos que la italiana fue demolida por estar demasiado cerca de una iglesia cristiana, mientras que la levantina se ubicó en el puerto, junto a una mezquita, para simbolizar el carácter cosmopolita de república marítima.
De las otras sinagogas, la levantina, que al parecer era espléndida y con vistas al puerto, fue demolida por las tropas papales, mientras que la italiana fue destruida durante el período fascista, durante las obras de inauguración de Corso Stamira. La nueva estructura única en via Astagno conserva los interiores aproximadamente como los originales.

## Sinagoga levantina
La construida en 1876 es la última sinagoga levantina construida en Ancona; la anterior fue demolida por las tropas papales en 1860, justo en vísperas de la unificación de Italia. La fachada, apretujada entre los otros edificios, tiene cinco ventanas de vidrio arqueadas altas. El interior conserva el tevà y el imponente aron. Este, recuperado antes de la destrucción de la sinagoga anterior, es de madera y estuco y gran tamaño, dando idea de la grandiosidad del edificio del que proviene. Una gran corona de oro remata el aron y las diez columnas marmoladas y madera pintada que lo flanquean; estos a su vez están coronados por capiteles corintios también dorados. Las puertas que cierran el arca son de plata con relieves, de gusto español y poco común en las sinagogas italianas. A finales del siglo XX principios del XXI la Sinagoga fue objeto de una profunda y cuidadosa restauración: entre las firmas ejecutoras el De Feo Antonio Restauri de Roma es una de las más valoradas recuperadoras italianas dedicadas a la restauración del patrimonio cultural.

## Sinagoga italiana
En el mismo edificio, desde 1932, también se encuentra la sinagoga de rito italiano. Los muebles del siglo XVI fueron trasladados a la sala de la planta inferior, la sinagoga levantina, inmediatamente después de la demolición de la sinagoga, llevada a cabo en la era fascista como parte de las demoliciones necesarias para la apertura del nuevo Corso Stamira.
En el mismo edificio también hay un mikve, mientras que una terraza, accesible desde la escalera que conduce al matroneo, ofrece el espacio abierto para montar la suka. En el interior, de tipo bipolar, se encuentra el baldaquino instalado entre las dos puertas de entrada. El aron, coronado por un tímpano de inspiración clásica, adornado con puertas plateadas talladas con motivos florales y con las Tablas de la Ley . Está flanqueado por dos columnas retorcidas decoradas con grandes hojas doradas; otras columnas a los lados crean un efecto de profundidad. Están hechos de madera y estuco, completamente dorados con capiteles compuestos. Un gran candelabro de siete brazos, la menorá, lo domina todo.